# Lastaurus tricolor
Lastaurus tricolor là một loài ruồi trong họ Asilidae. Lastaurus tricolor được Carrera & Machado-Allison miêu tả năm 1968. Loài này phân bố ở vùng Tân nhiệt đới.